# Alkylrésorcine

Orcinol (5-méthylrésorcine), un des représentants les plus simples des alkylrésorcines

Bilobol (5-[(Z)-pentadéc-8-énylo]résorcine)

Les alkylrésorcines ou  alkylrésorcinols, désignent au sens strict tout composé constitué dune molécule de résorcine substitué par un groupe alkyle. Dans ce sens, les plus simples alkylréorcines sont les méthylrésorcines dont l'orcinol (5-méthylrésorcine). Dans un sens plus courant, le terme désigne les lipides résorcinoliques, c'est-ä-dire un groupe de lipides phénoliques (en) constitués de longues chaînes aliphatiques liés à des cycles phénoliques de type résorcine.

## Sources naturelles

DB-2073 (2-n-hexyl-5-n-propylrésorcine)

Les alkylrésorcines sont relativement rares dans la nature. Les sources principales connues sont le blé, le seigle, l'orge, la triticale, le fruit de Ginkgo biloba, et certaines espèces de bactéries. Par exemple, DB-2073 est une molécule aux propriétés antibiotiques isolé à partir du bouillon de culture de Pseudomonas sp.. Les alkylrésorcines sont aussi les principaux constituants de l'enveloppe extérieure du kyste de Azotobacter.

### Occurrence dans les céréales
Les alkylrésorcines sont présentes en grande quantité dans la couche de son (par exemple, dans les couches de péricarpe, de testa et d'aleurone) du blé et du seigle (0,1-0,3 % du poids sec). Des 5-alkylrésorcines sont aussi présentes dans le riz mais pas dans sa partie comestible.
Les alkylrésorcines ne sont présentes qu'en très petite quantité dans l'endosperme (partie utilisée pour produire la farine blanche), ce qui en fait des « biomarqueurs » naturels des personnes consommant des produits à base de farine complète.
On longtemps cru que les alkylrésorcines avaient des propriétés anti-nutritives (par exemple, diminution de la croissance des porcs et des poulets nourris au seigle), mais cette théorie a été discréditée, et un certain nombre d'études sur les animaux ont démontré qu'elles n'ont aucun effet négatif évident sur les animaux ou les humains.

#### Biomarqueurs d'un régime à base de céréales complètes
Des preuves de plus en plus nombreuses provenant d'essais sur l'homme suggèrent qu'ils sont les biomarqueurs les plus prometteurs de la consommation de blé complet et de seigle,. L'acide 3,5-dihydroxybenzoïque (DHBA) et l'acide 3,5-dihydroxyphénylpropionoïque (DHPPA), des métabolites d'alkylrésorcines, ont été identifiés pour la première fois dans l'urine, ont pu être quantifiés dans l'urine et le plasma,  et pourraient également servir de biomarqueurs de la consommation de blé complet.
La consommation moyenne d'alkylrésorcine est d'environ 11 mg/personne/jour au Royaume-Uni contre environ 20 mg/personne/jour en Suède. Ces quntités varient considérablement selon que les gens consomment normalement du pain complet, qui est riche en alkylrésorcines (300-1000 μg/g), ou du pain blanc, qui en a de très faibles concentrations (<50 μg/g).

## Possibles activités biologiques
Des éudes in vitro ont montré que les alkylrésorcines pourraient empêcher des cellules de devenir cancereuses, mais n'ont aucun effet sur les cellules déjà cancéreuses. Les alkylrésorcines augmentent aussi les niveaux de γ-tocophérol chez les rats qui en sont nourris en grande quantité (0,2% du régime total et au-delà).
Les alkylrésorcines présentes dans Grevillea banksii et Grevillea 'Robyn Gordon' (en) provoquent des dermatites de contact.

## Liste des principales alkylrésorcines
- Olivétol
- Persoonol
- Grévillol
- Ardisinol I
- Ardisinol II
- Adipostatine A
- Adipostatine B
- Bilobol
- 4-Hexylrésorcinol
- Hydrobilobol
- Cardol
- Rucinol
- Irisrésorcinol
- Panosialine
- Stemphol
- R-léprosol
- α-léprosol
- Acide mérulinique
- Xénognosine[16]

## Dérivés
La sorgoléone est un exsudat racinaire hydrophobe de Sorghum bicolor.